# ترجه اندرسن
ترجه اندرسن (انگلیسی: Terje Andersen؛ زادهٔ ۴ مارس ۱۹۵۲) اسکیت‌باز سرعت اهل نروژ است.